# Phylo norvegicus
Phylo norvegicus is een borstelworm uit de familie Orbiniidae. Het lichaam van de worm bestaat uit een kop, een cilindrisch, gesegmenteerd lichaam en een staartstukje. De kop bestaat uit een prostomium (gedeelte voor de mondopening) en een peristomium (gedeelte rond de mond) en draagt gepaarde aanhangsels (palpen, antennen en cirri).
Phylo norvegicus werd in 1872 voor het eerst wetenschappelijk beschreven door Michael Sars in G.O. Sars als Aricia norvegica.